# Kina (museum)

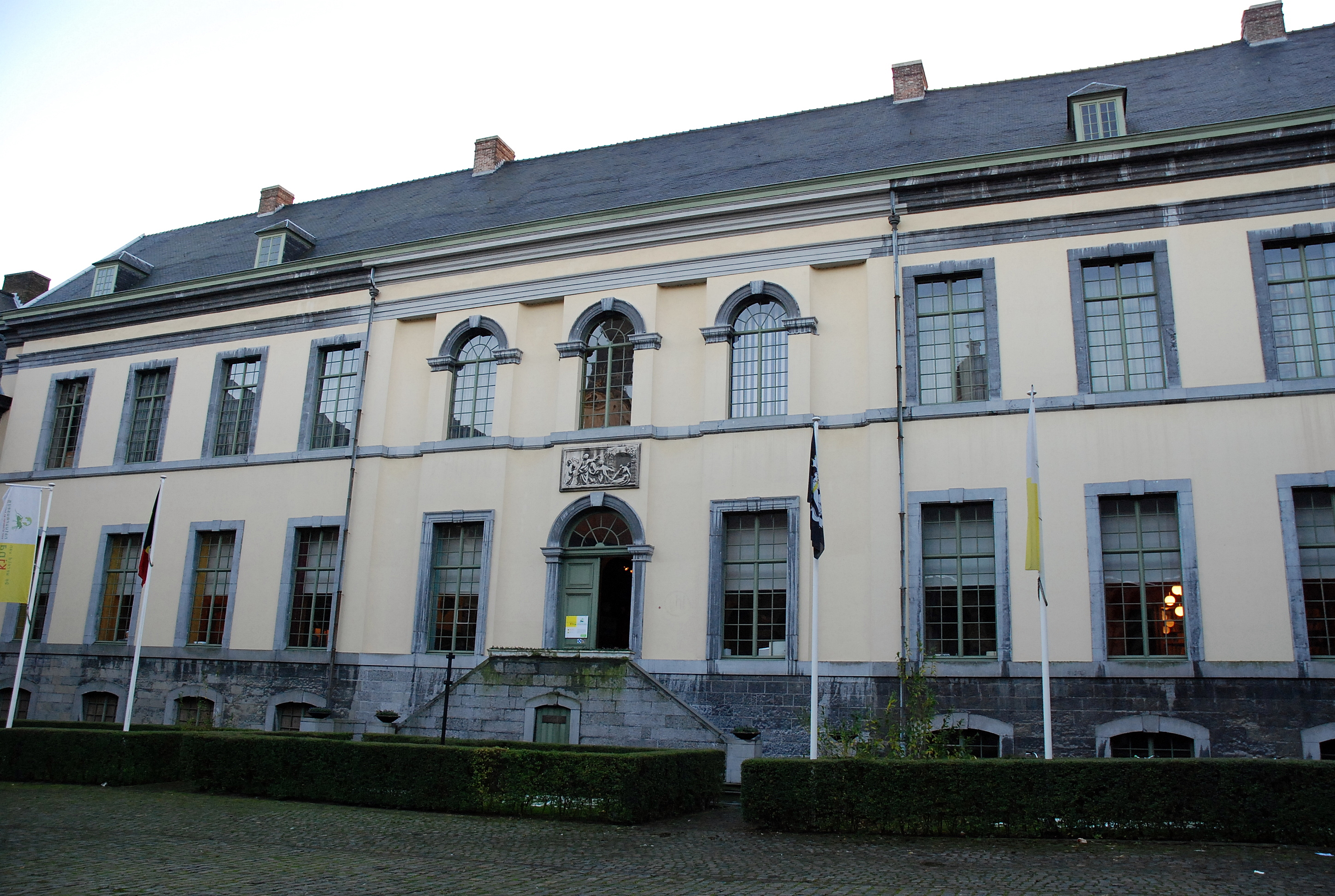
Het museum

Kina is een museum voor kind en natuur, op twee locaties in Gent. Kinderen ontdekken er spelenderwijs meer over de wereld rond ons.
Van 1924 tot 2003 was de naam van dit museum het Schoolmuseum Michel Thiery.
'Kina: Huis' is ondergebracht in een zijvleugel van de Sint-Pietersabdij op het Sint-Pietersplein. Via fossielen wordt getoond hoe het leven op aarde zich ontwikkeld heeft. In andere zalen komen de inheemse vogels aan bod.
In 'Kina: Tuin' zijn een 1500 planten verspreid over talrijke thematische perken zoals geneeskrachtige planten, verfplanten, bos en duinen. In de plantenzaal wordt informatie gegeven over het plantenrijk en het leven van bijen. De bezoeker kan hen gadeslaan in een glazen observatiekast. Een twintigtal levende vogelspinnen zijn de blikvangers in de spinnenzaal.

## Historiek
Leo Michel Thiery, een onderwijzer met vooruitstrevende didactische inzichten, richtte in 1924 zijn “Schoolmuseum” op. Het was ondergebracht in een oude school voor letterzetters, gelegen in het Berouw in Gent. Oorspronkelijk was het museum afgestemd op het onderwijs maar groeide uit tot een natuureducatief en cultureel centrum. Onder conservator Roland Verstraelen werd het Schoolmuseum gereorganiseerd en in 1970 overgebracht naar een zijvleugel van de Sint-Pietersabdij op het Sint-Pietersplein in Gent.
Het oorspronkelijke museum in het Berouw werd in 1983 gerenoveerd en de bijhorende plantentuin werd volledig gereconstrueerd. Dit gedeelte kreeg in 2003 de naam Kina: Tuin. Het gedeelte gevestigd in de Sint-Pietersabdij werd vanaf dan Kina: Huis.

## Collectie
Het museum bewaart een grote en rijke natuurhistorische collectie. De collectie van het museum kent enkele pronkstukken aangevuld met enkele unieke stukken.
- De mosasaurus van Ciply
- meer dan 1000 authentieke wandkaarten
- 162 gebruiksvoorwerpen van de Banyangastam uit Wanianga Kivu.

## Tentoonstellingen
Het museum heeft de volgende tentoonstellingen:

### Dinorama
In deze tentoonstellingen stappen kinderen de wereld van de dino's en hun tijdsgenoten binnen. 

### Kei-Cool
Deze tentoonstelling uit 2016 focust zich op mineralen en gesteenten. Naast een didactische insteek worden er 1150 mineralen en 1739 gesteenten getoond.

### De Mens
Deze tentoonstelling is gecentreerd rond didactisch materiaal. Aan de hand van grote modellen wordt er meer informatie gegeven rond de werking van het lichaam.

### Evolutie
Deze tentoonstelling is opgedeeld in drie delen. Het museum beschikt over 1220 archeologische objecten, waarvan er 1070 afstammen uit het paleolithicum, mesolithicum, neolithicum en de bronstijd. De overige objecten kennen hun oorsprong in de metaaltijd, Romeinse, middeleeuwse en recentere perioden. De tentoonstelling focust zich op de evolutie van de mens, de evolutie van de zoogdieren en het ontstaan van het leven.

### 'k Zag twee beren
Deze tentoonstelling is op maat van kleuters en lagereschoolkinderen. Ontdekkend leren ze over de voortplanting van de mens.

### Vogels
Deze tentoonstelling is opgedeeld in twee delen:

#### Opgezette vogels
194 van de 827 vogels zijn in het museum te bezichtigen in diorama's die hun natuurlijke biotoop nabootsen.

#### Susketwiet
Dit luisterverhaal is speciaal ontworpen voor blinden.
.

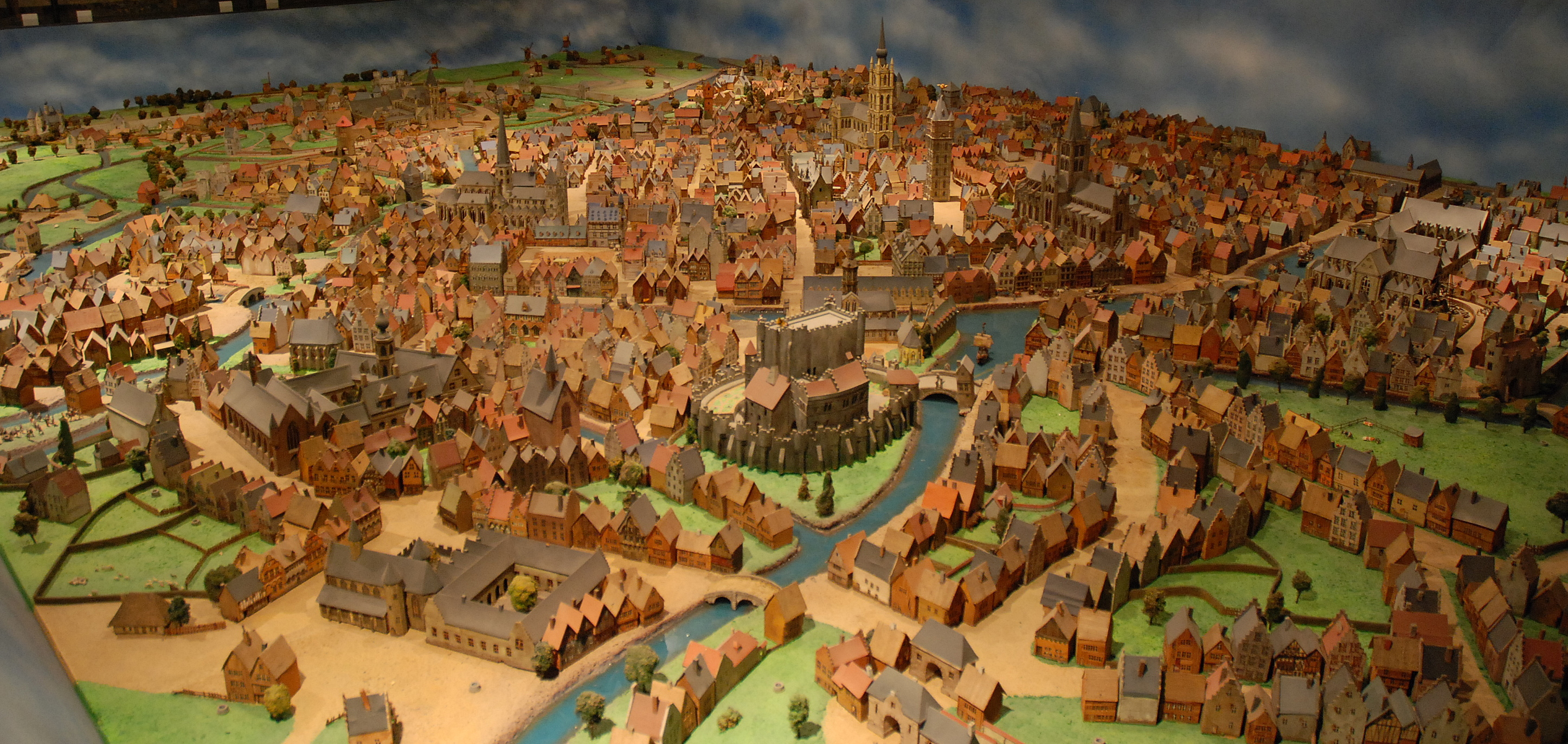
maquette van Gent ten tijde van Keizer Karel (16e eeuw)
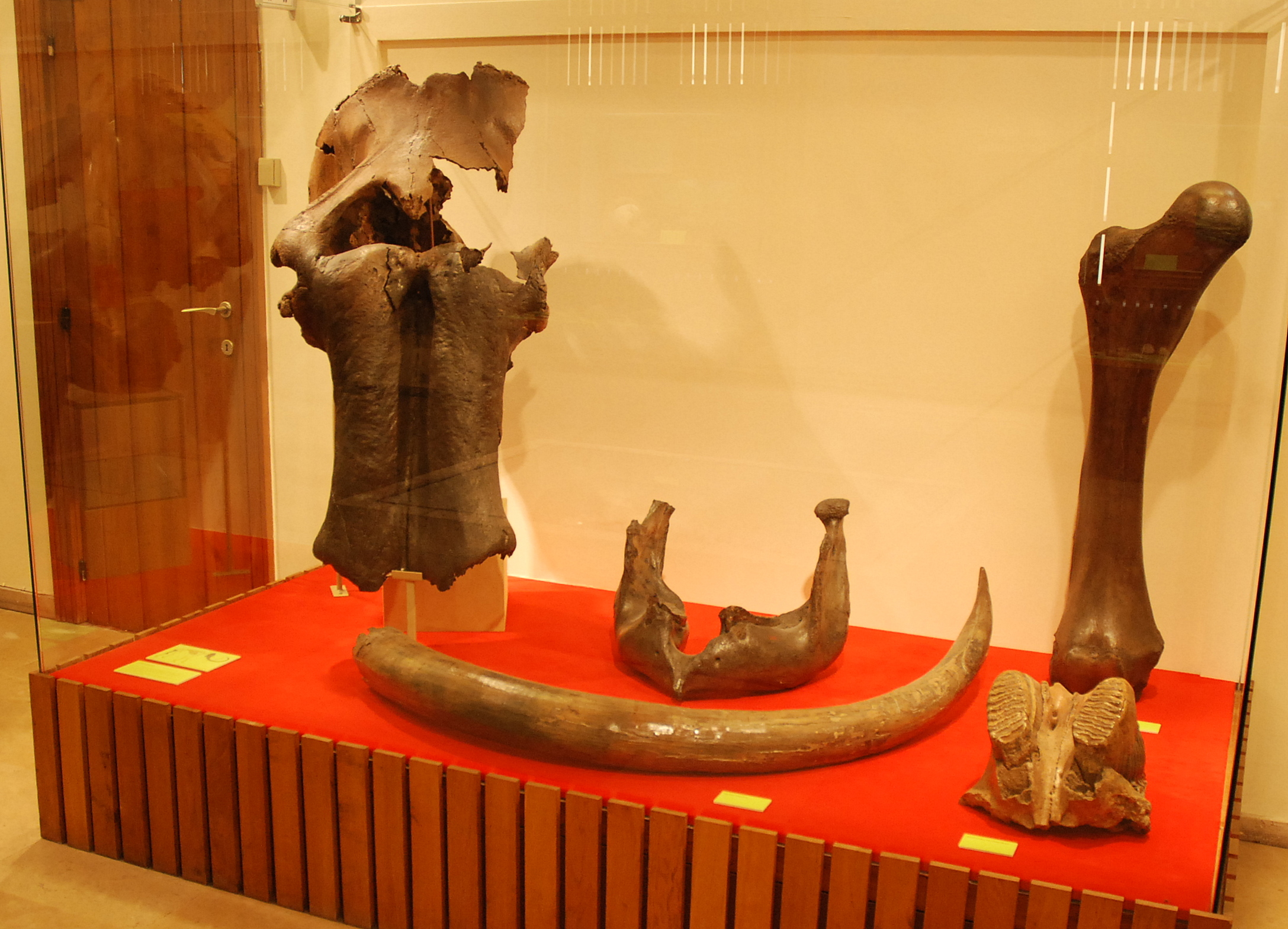
fossielen van de wolharige mammoet in het museum
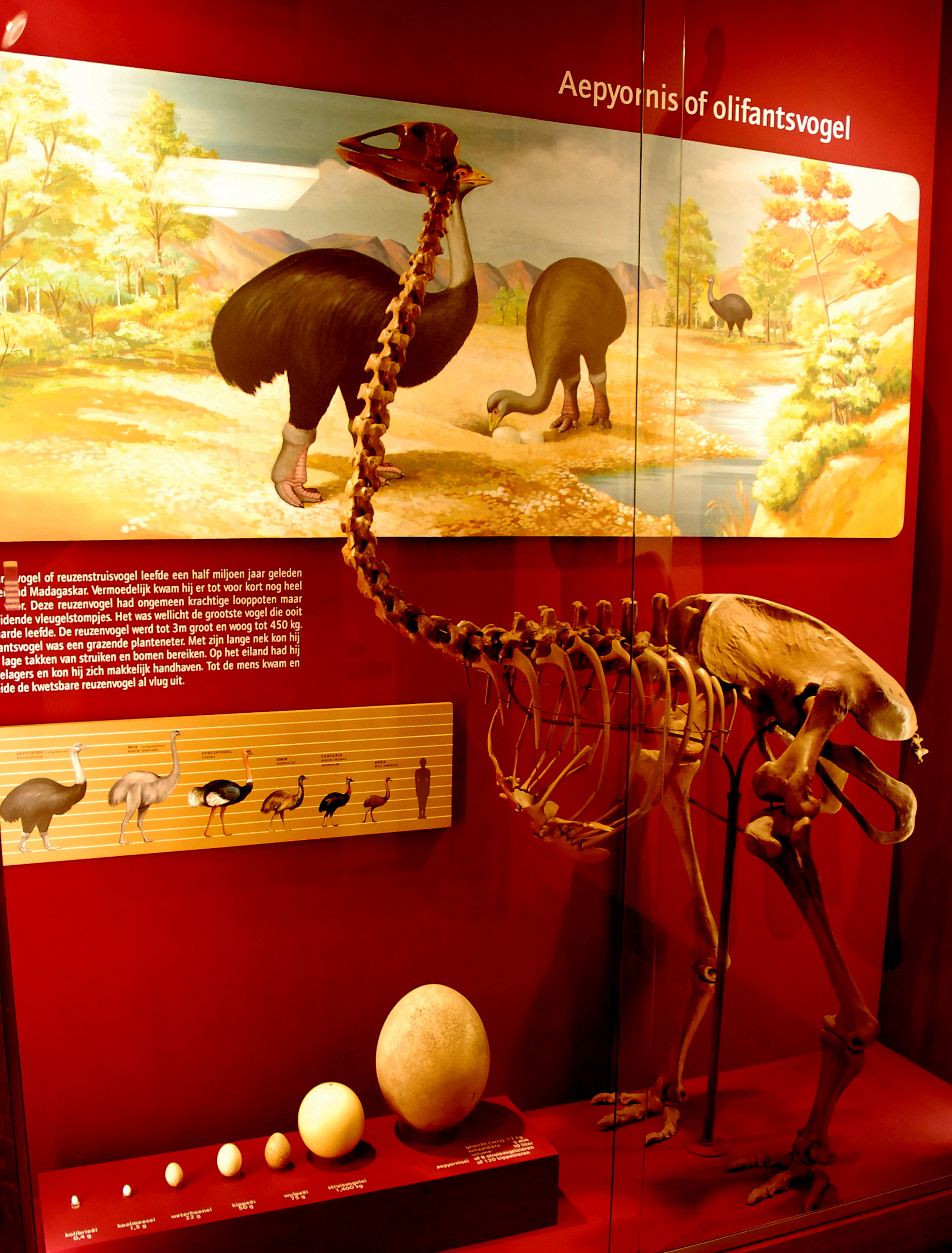
Reconstructie van een olifantsvogel in het museum
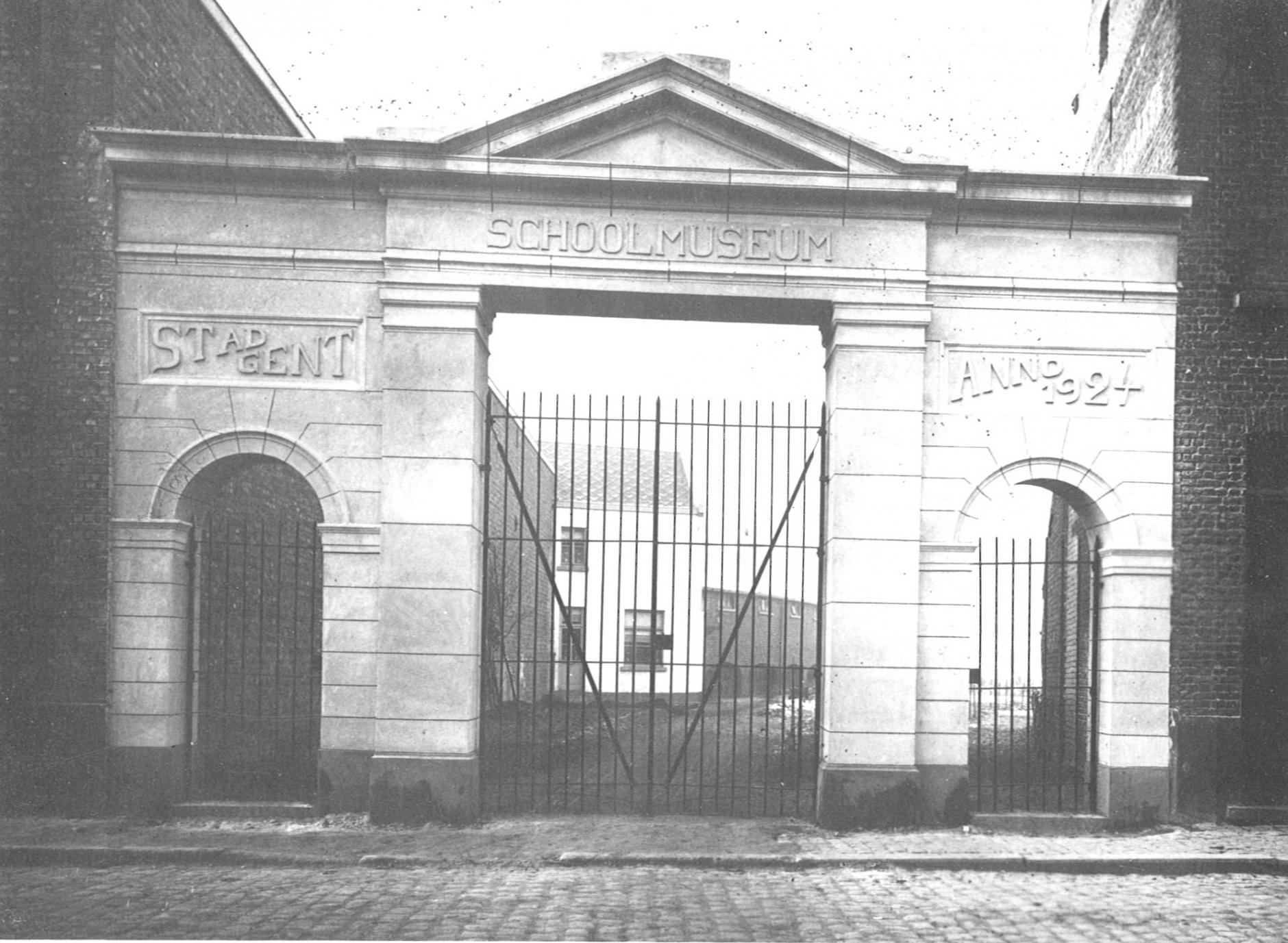
Schoolmuseum in 1924, nu de Tuin van Kina